# رومن رافیر
رومن رافیر (انگلیسی: Romain Ruffier؛ زادهٔ ۴ اکتبر ۱۹۸۹) بازیکن فوتبال اهل فرانسه است.
از باشگاه‌هایی که در آن بازی کرده‌است می‌توان به باشگاه فوتبال متس و باشگاه ورزشی آمیان اشاره کرد.